# Keisuke Serizawa
Keisuke Serizawa (芹沢 銈介, Serizawa Keisuke), né le 13 mai 1895 - mort le 5 avril 1984, est un styliste japonais de textile. En 1956, il est nommé Trésor national vivant du Japon pour sa méthode katazome de stencil de teinture. Serizawa visite à plusieurs reprises l'archipel Okinawa et y apprend les techniques bingata (en) de teinture des îles Ryūkyū. Serizawa est aussi un membre prééminent du mouvement mingei fondé par Yanagi Sōetsu. Son art traditionnel comprend des kimono, des papiers peints, des rouleaux suspendus, des écrans pliants, des rideaux, des éventails et des calendriers. Serizawa est également l'auteur de nombreux chefs-d’œuvre de livres illustrés. En 1981, le Musée municipal d'art Serizawa Keisuke est inauguré dans la ville de Shizuoka. Un autre musée, le Serizawa Keisuke Art and Craft Museum ouvre ses portes en 1989 à Sendai.

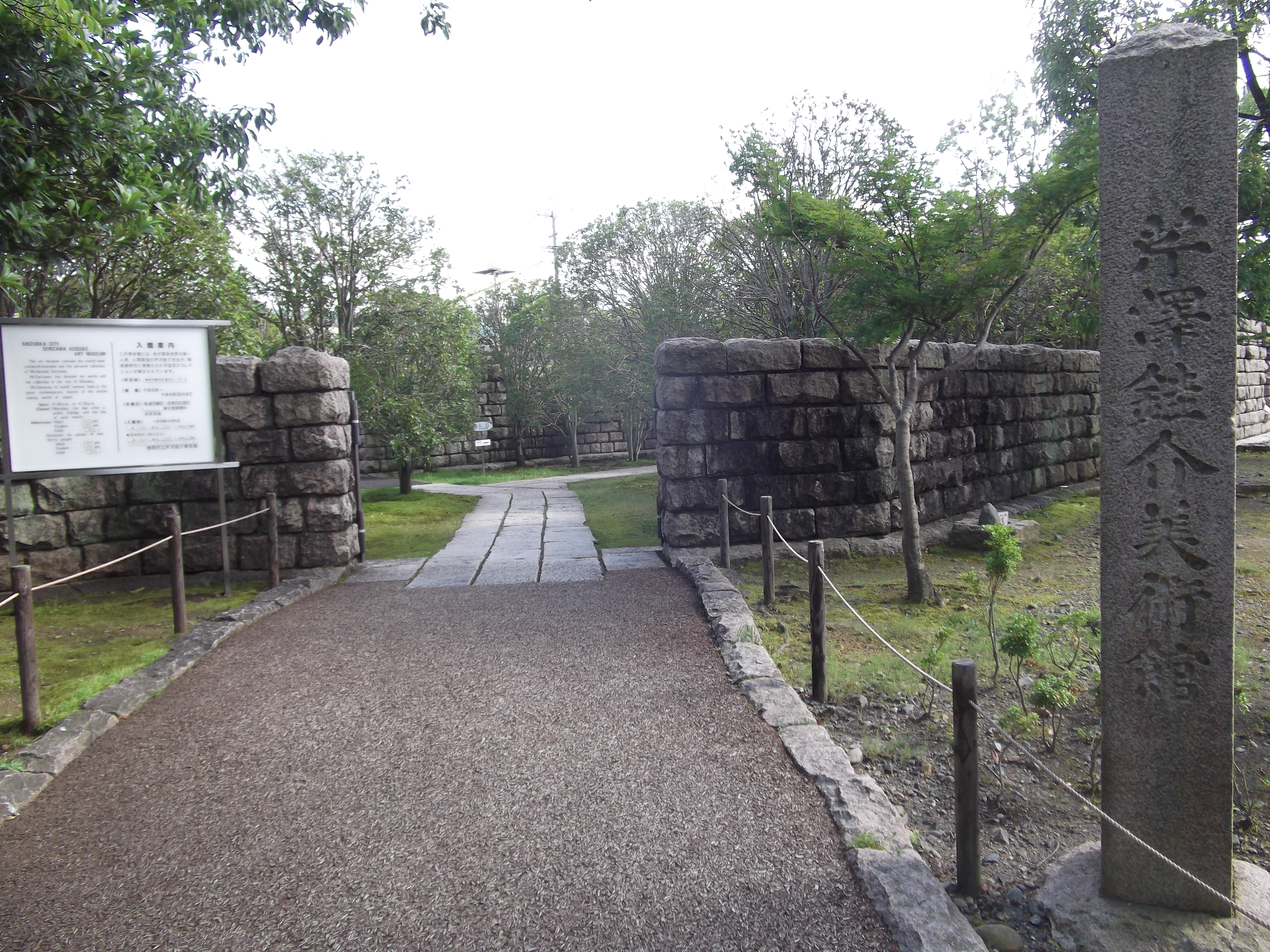
Entrée du musée municipal d'art Serizawa Keisuke à Shizuoka.

« Le trait distinctif de la méthode katazome de Serizawa est l'utilisation du mélange d'amidon pour créer, non pas une zone colorée comme il est habituel dans le processus de teinture direct, mais une ébauche vierge non teinte qui forme une partie du motif et qui peut ensuite être colorée à la main en multi-couleur ou monochrome comme le concepteur le juge approprié ».